# En farlig kvinna

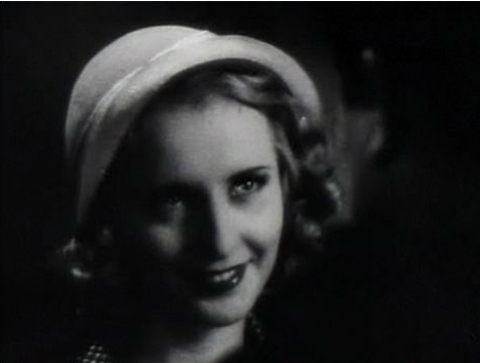
Barbara Stanwyck som Lily.

En farlig kvinna (Baby Face) är en amerikansk film från 1933 i regi av Alfred E. Green. Filmen har ansetts vara en av anledningarna till att produktionskoden infördes i USA. Även om censuren hos New York State Censorship Board inte var lika hård innan dess tvingades Warner Bros. ändå ta bort fem minuter av filmens mest vågade scener. Citat av Friedrich Nietzsche togs också bort eller ändrades. De borttagna scenerna hittades i ett arkiv mer än sjuttio år senare. 2005 upptogs filmen i amerikanska National Film Registry, vilket bevarar kulturellt viktiga filmer. Filmen listades av magasinet Time som en av de 100 bästa filmerna sedan 1923.

## Handling
Lily Powers lämnar en miserabel tillvaro bakom sig och reser till New York tillsammans med sitt hembiträde Chico. Lily börjar förföra män på löpande band för att snabbt ta sig uppåt, bokstavligt och bildligt, på ett stort kontor.

## Rollista
- Barbara Stanwyck - Lily
- George Brent - Trenholm
- Donald Cook - Stevens
- Alphonse Ethier - Cragg
- Henry Kolker - Carter
- Margaret Lindsay - Ann Carter
- Arthur Hohl - Ed
- John Wayne - Jimmy McCoy Jr.
- Robert Barrat - Nick Powers
- Douglass Dumbrille - Brody
- Theresa Harris - Chico

## Fotnoter
1. ↑  http://www.nytimes.com/2005/01/09/movies/a-wanton-womans-ways-revealed-71-years-later.html
2. ↑  http://www.loc.gov/today/pr/2005/05-262.html
3. ↑  http://entertainment.time.com/2005/02/12/all-time-100-movies/